# Concurso Internacional de Paella Valenciana de Sueca

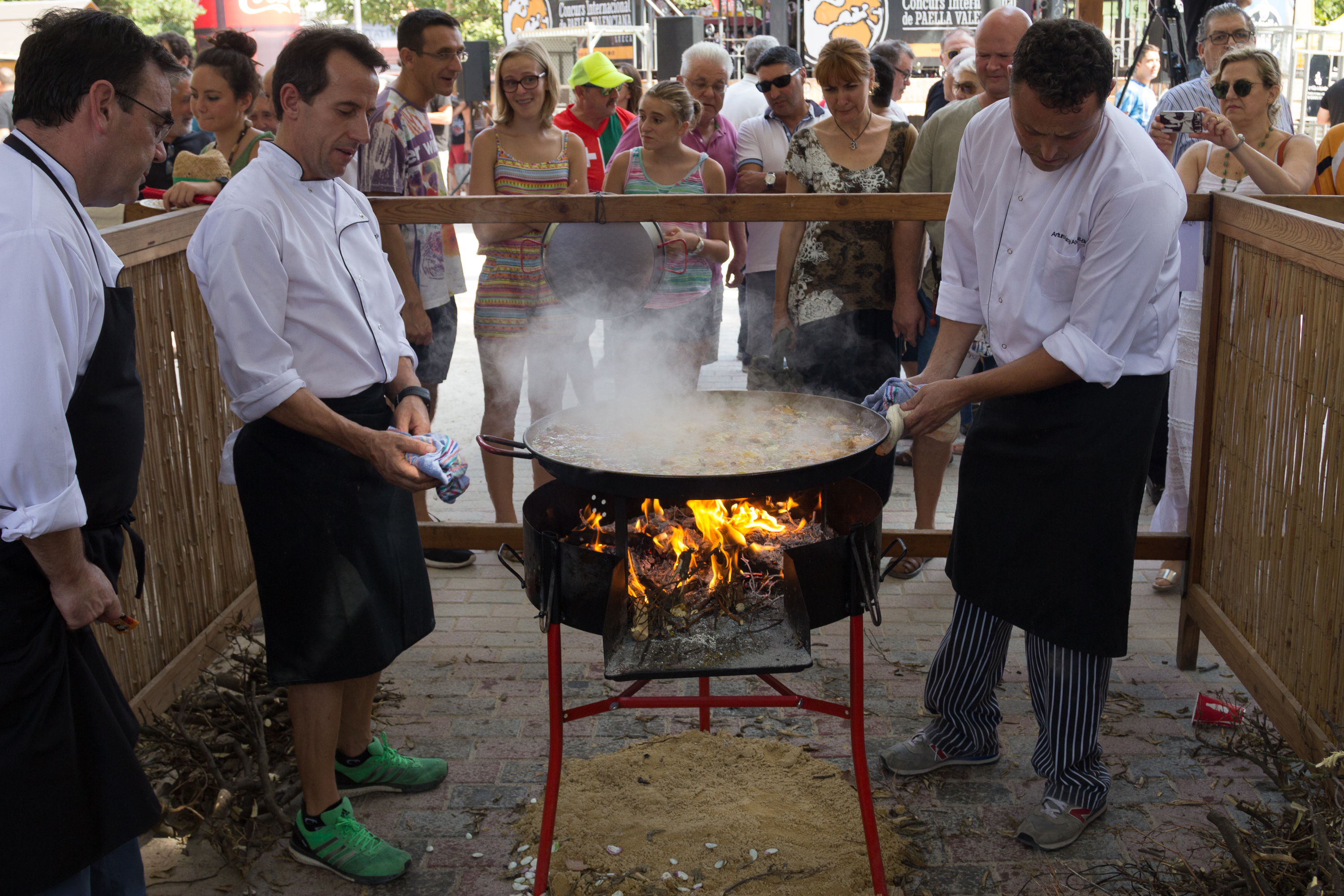
Preparación de la paella

El Concurso Internacional de Paella Valenciana de Sueca (en valenciano y oficialmente Concurs Internacional de Paella Valenciana) es una competición culinaria para elaborar una paella valenciana, según unos parámetros establecidos y con unos ingredientes determinados, que se celebra anualmente en la localidad española de Sueca.

## Origen de la competición

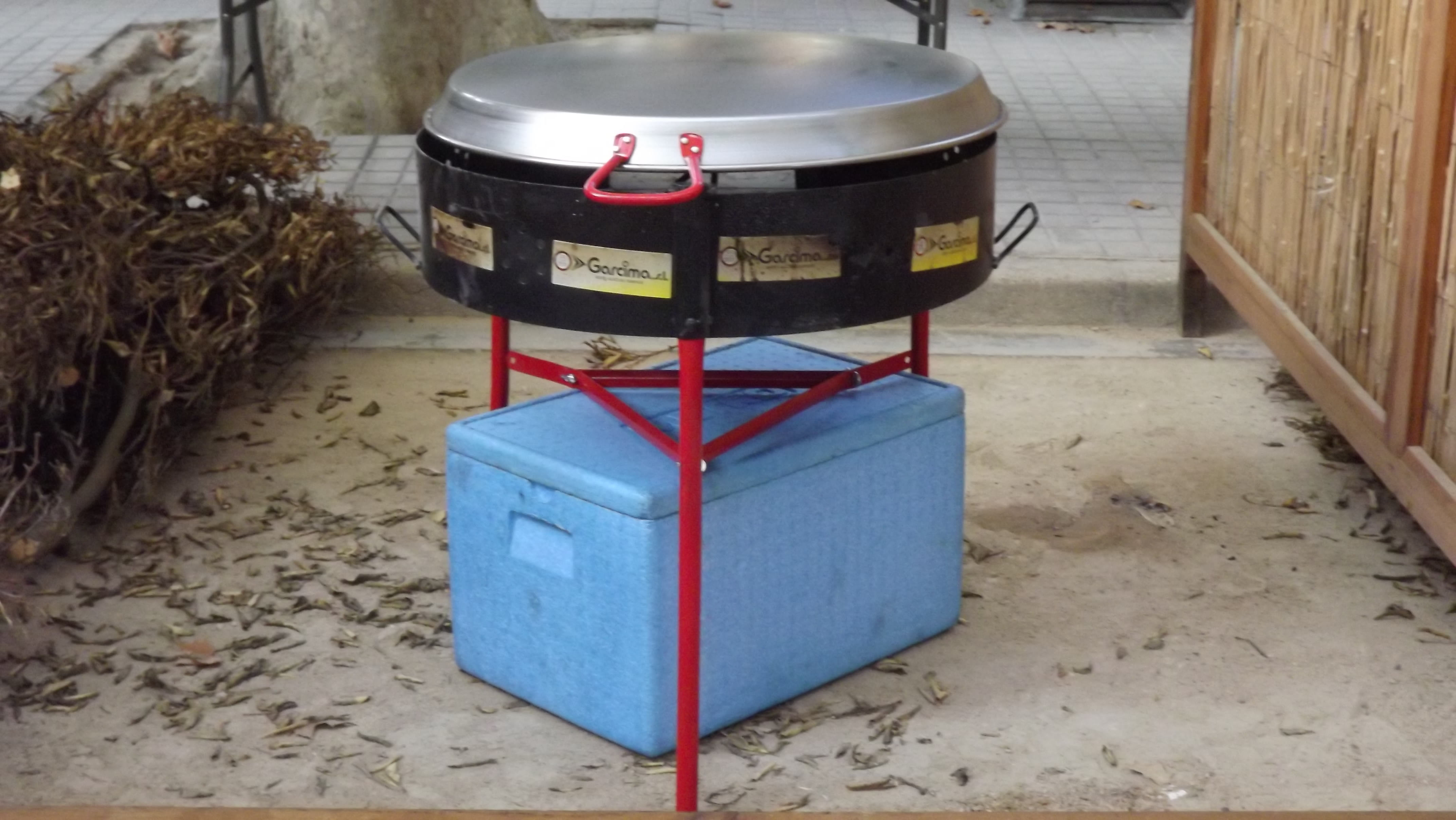
Cada concursante recibe los mismos elementos. Los ingredientes se entregan en la bolsa azul. La leña (a la izquierda) es de naranjo.

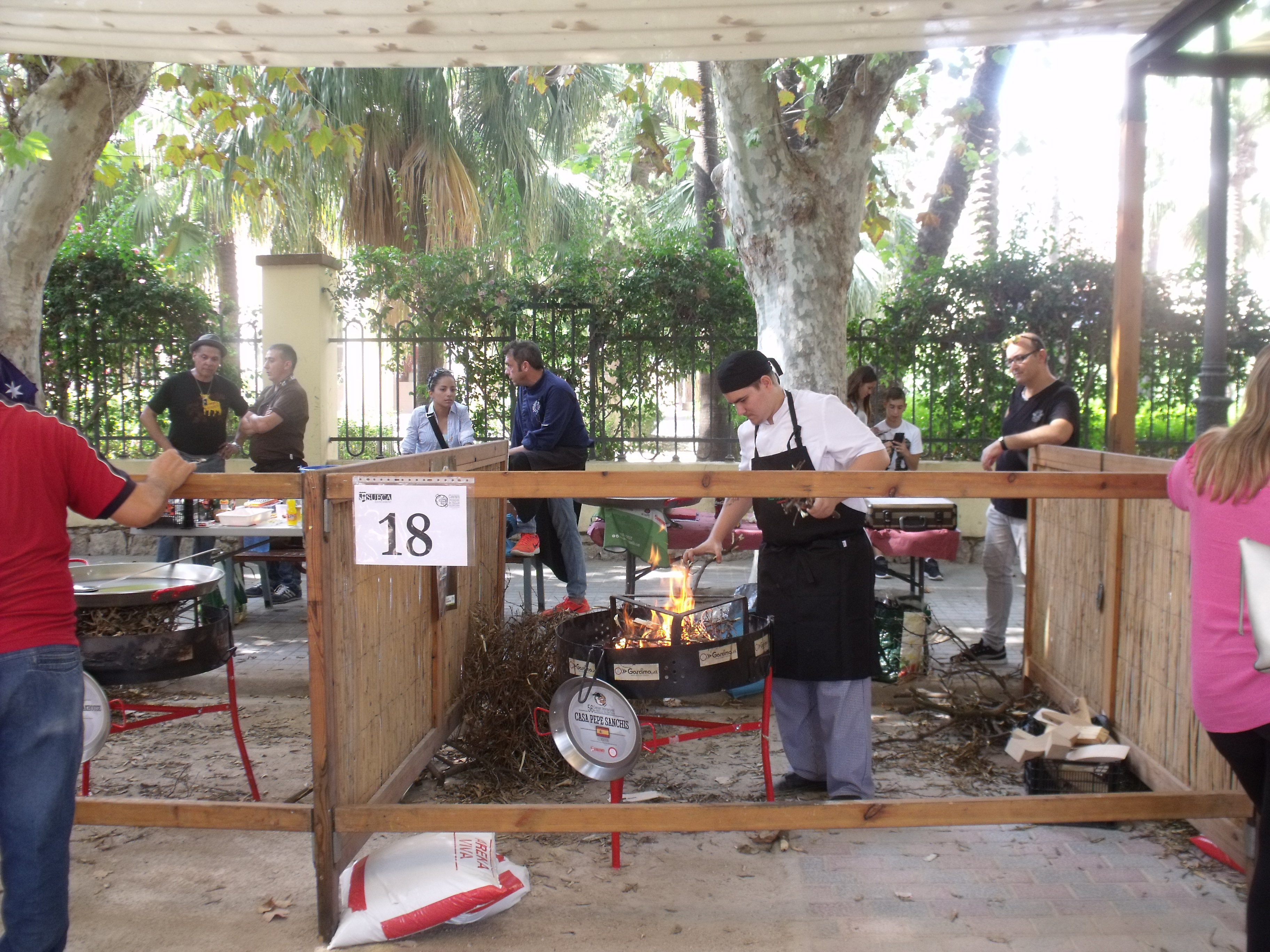
Los participantes -de uniforme- cocinan en el Paseo de la Estación, al aire libre y con público a su alrededor. Sólo la evaluación se realiza sin público.

El concurso se remonta a 1961. En aquel año se celebraba el 600 aniversario del hallazgo de la imagen de la Virgen de Sales, patrona de Sueca y además los turistas europeos empezaban a descubrir las costas mediterráneas españolas. Con estos motivos, el entonces alcalde de la ciudad, Francisco Segarra Fabiá, decidió celebrar una fiesta dedicada a la paella. Se inició con ello la Fiesta del Arroz, que incluía el concurso de paellas de ámbito nacional por la mañana y por la tarde la Cabalgata del Arroz. Todos estos actos estarían presididos por la Reina del Arroz vestida con la indumentaria tradicional valenciana.
Cinco años después fue calificada fiesta de interés turístico. La popularidad del evento fue creciendo, hasta alcanzar los mil seiscientos comensales en 1974. El 18 de enero de 1980 se publicó su condición de fiesta de interés turístico en el Boletín Oficial del Estado.
En 1987 se inició la colaboración del Club de Jefes de Cocina de la Comunidad Valenciana, la Asociación de Cocineros y Reposteros de Valencia y la Federación de Cocineros y Reposteros de España, los cuales participaron desde entonces en la organización del concurso.
En 1990 se inició la participación de concursantes internacionales, comenzando por Europa, América y Japón. También en aquel año se certificó la receta de paella valenciana, oficial para el concurso, y la actividad alcanzó el rango de fiesta de interés turístico nacional.
En 2016 se añadió una nueva semifinal para Australia y Nueva Zelanda, que tuvo lugar en Tasmania.

## Bases del concurso

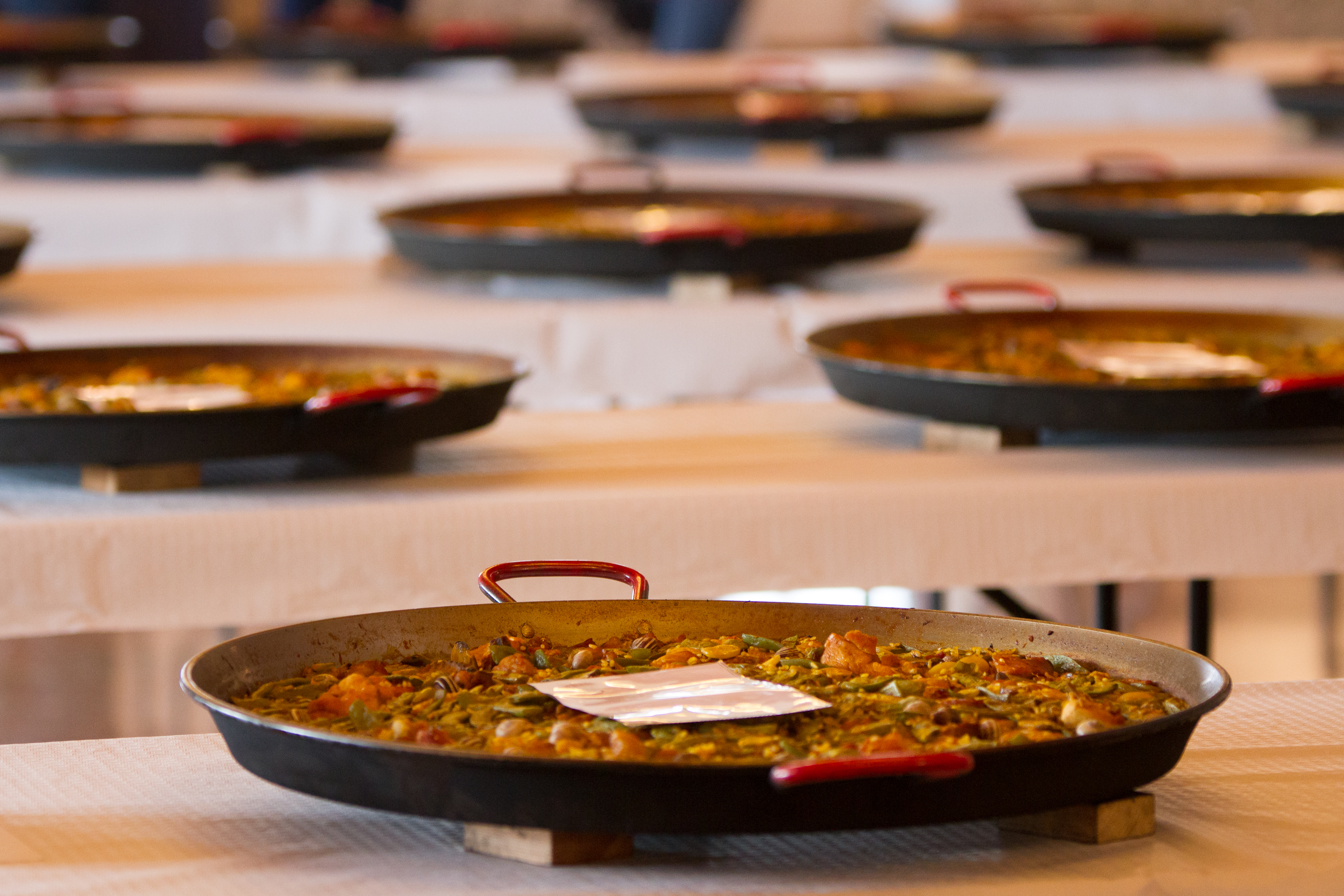
Momentos previos a la valoración por parte del jurado

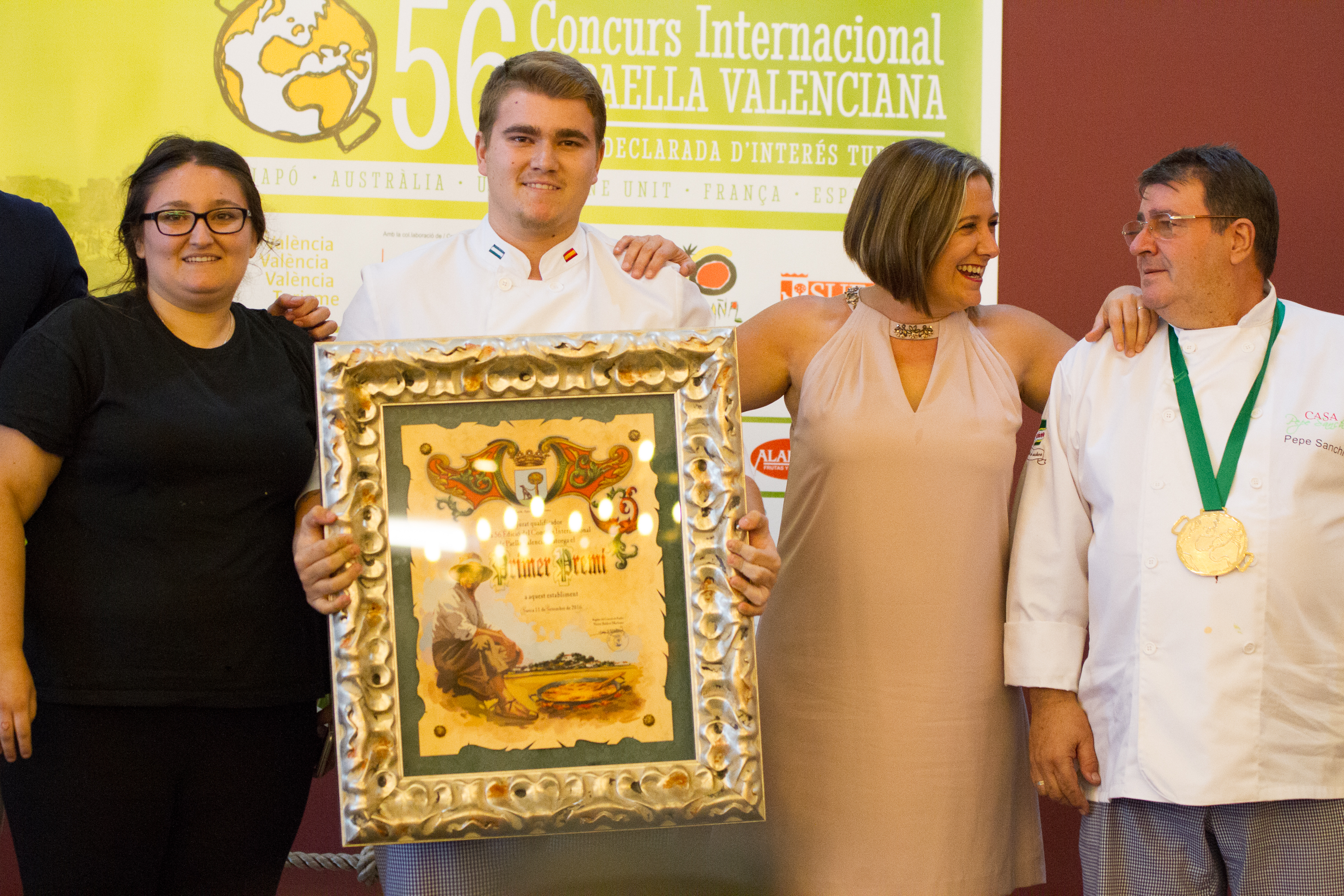
Ganadores de la edición de 2016

Los competidores han de ser cocineros profesionales, mayores de edad y que participen representando a una empresa hostelera o afín. Pueden participar concursantes tanto españoles como de otros países.
Los concursantes pueden serlo por haber ganado alguna de las pruebas clasificatorias o por haber sido invitados expresamente a participar. El máximo de participantes –para la edición de 2015- fue de treinta. Cada cocinero puede estar acompañado de un ayudante de cocina.
El plato a elaborar es una paella para quince personas, según la receta redactada por el Comité Organizador del Concurso Internacional de Sartén Valenciana de Sueca, y avalada por el Club de Jefes de Cocina de la Comunidad Valenciana. Las paellas que contengan elementos no incluidos en dicha receta quedan eliminadas del concurso.
Además de los ingredientes, la organización proporciona a cada concursante una paella de 70 centímetros de diámetro, un trébede y leña para la cocción del plato.
Las semifinales se realizan con unas normas ligeramente diferentes, adaptadas a la legislación alimentaria local y a los medios disponibles. Así en la semifinal del Pacífico de 2016, cada concursante utilizó dos kilos de arroz bomba; y aunque el pimiento era español enlatado, la mayoría de los productos eran producidos en Tasmania. Además se cocinó con gas en vez de con leña.

### Ingredientes
Los ingredientes los proporciona la organización a cada participante y son:
- 1500 gramos de arroz de Sueca
- Un litro de aceite de oliva
- Cuatro docenas de vaquetas
- 1500 gramos de garrofón
- 500 gramos de judías verdes
- 1000 gramos de herradura
- Un kilo de tomate maduro
- Una cabeza de ajo
- Un paquete de azafrán en hebras, de un gramo, y un gramo de azafrán molido
- 115 gramos de pimiento
- Dos pollos
- Dos conejos
- Sal y agua

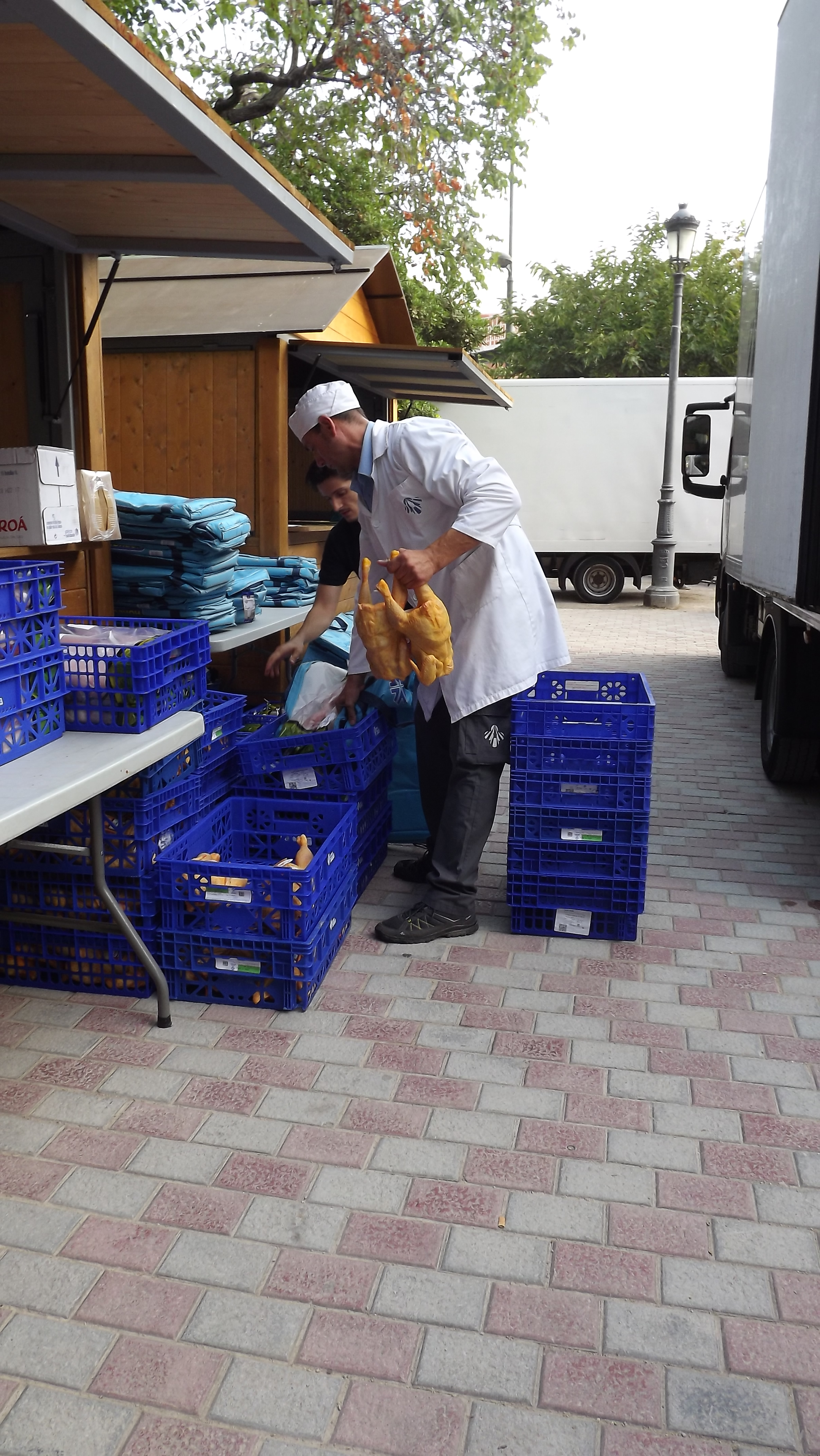
Los ingredientes se colocan en bolsas de forma que cada lote idéntico se distribuye de forma aleatoria.
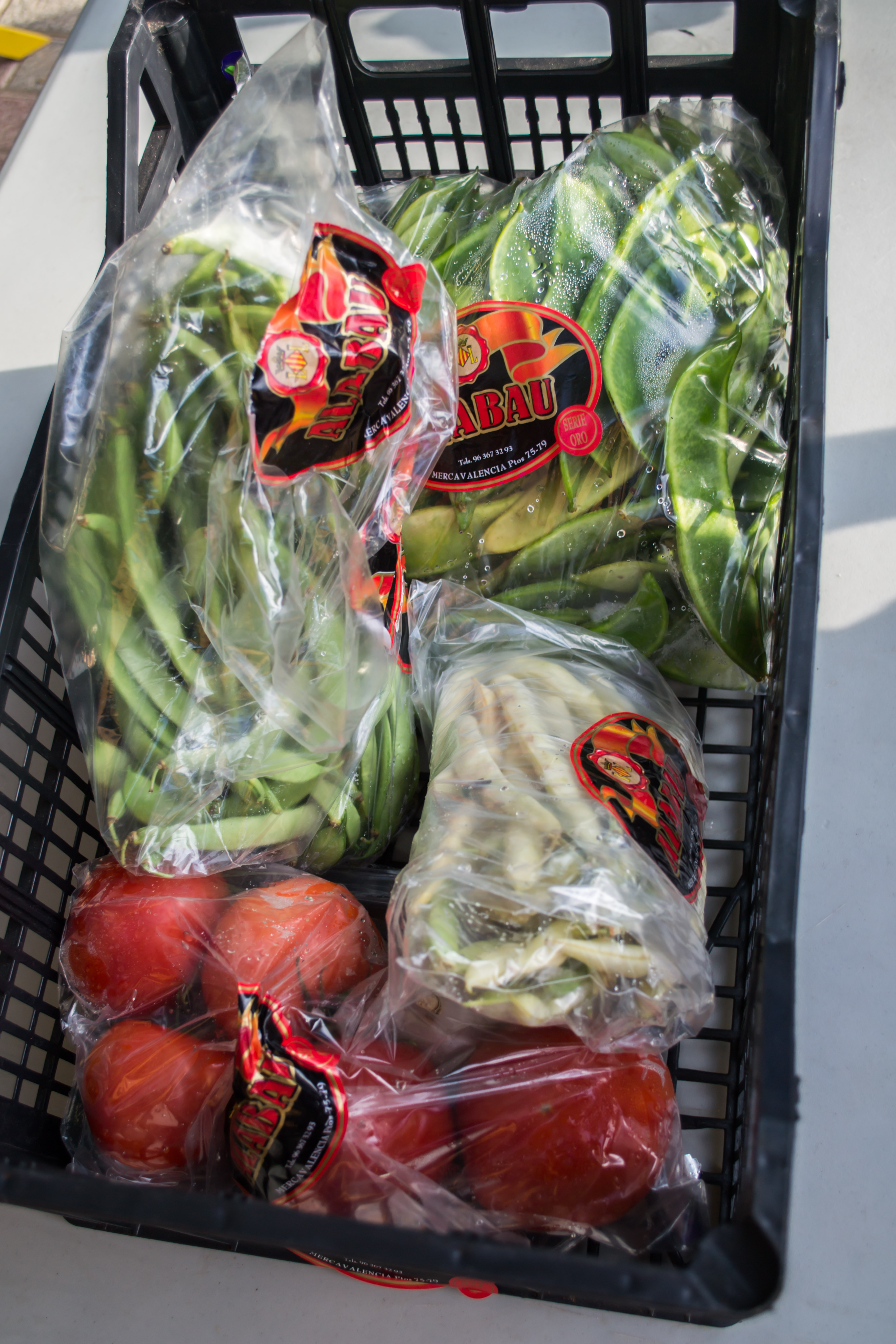
Herradura, judía verde y tomates, antes de ser distribuidos en las bolsas.
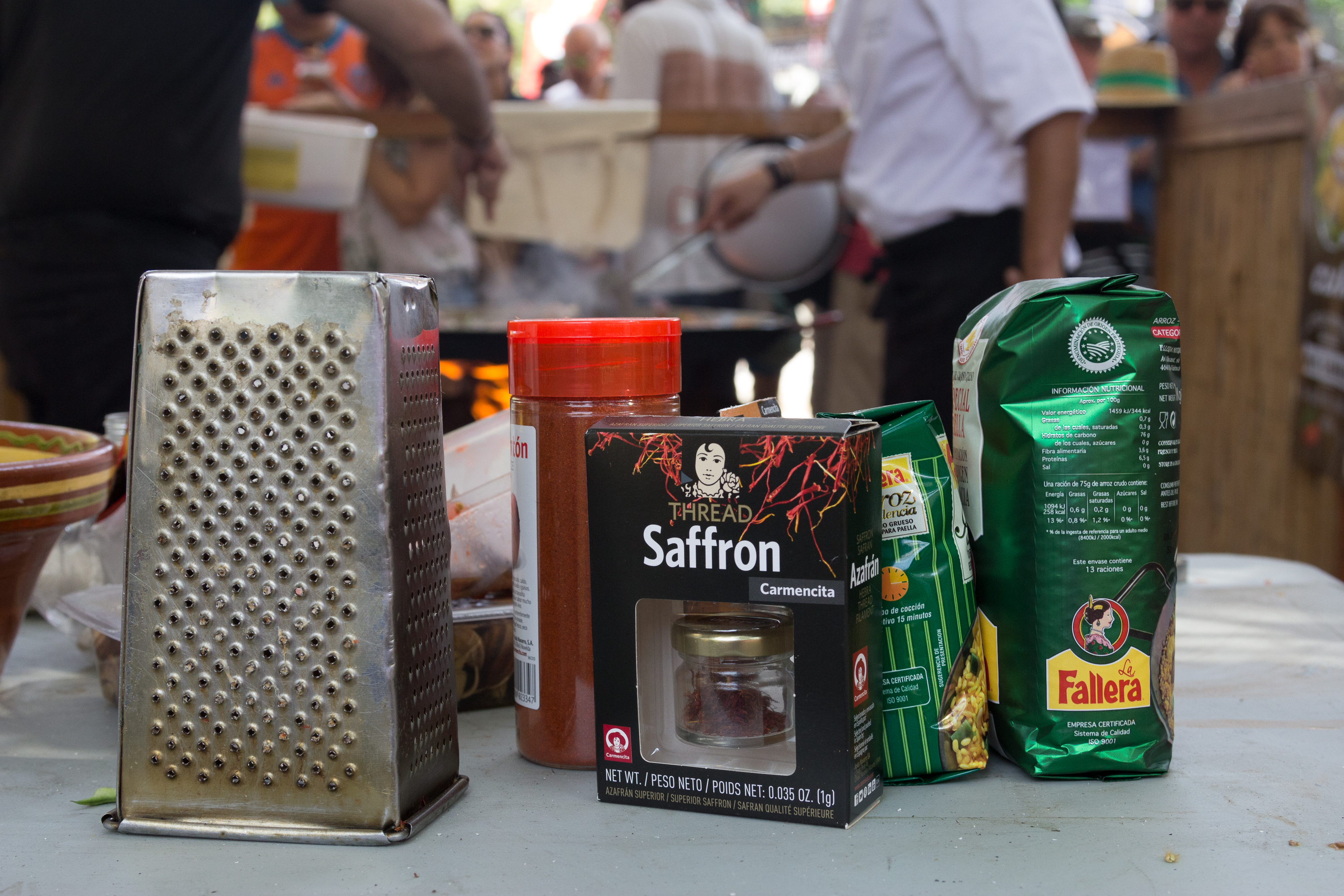
Arroz y azafrán. El rallador no lo proporciona la organización.
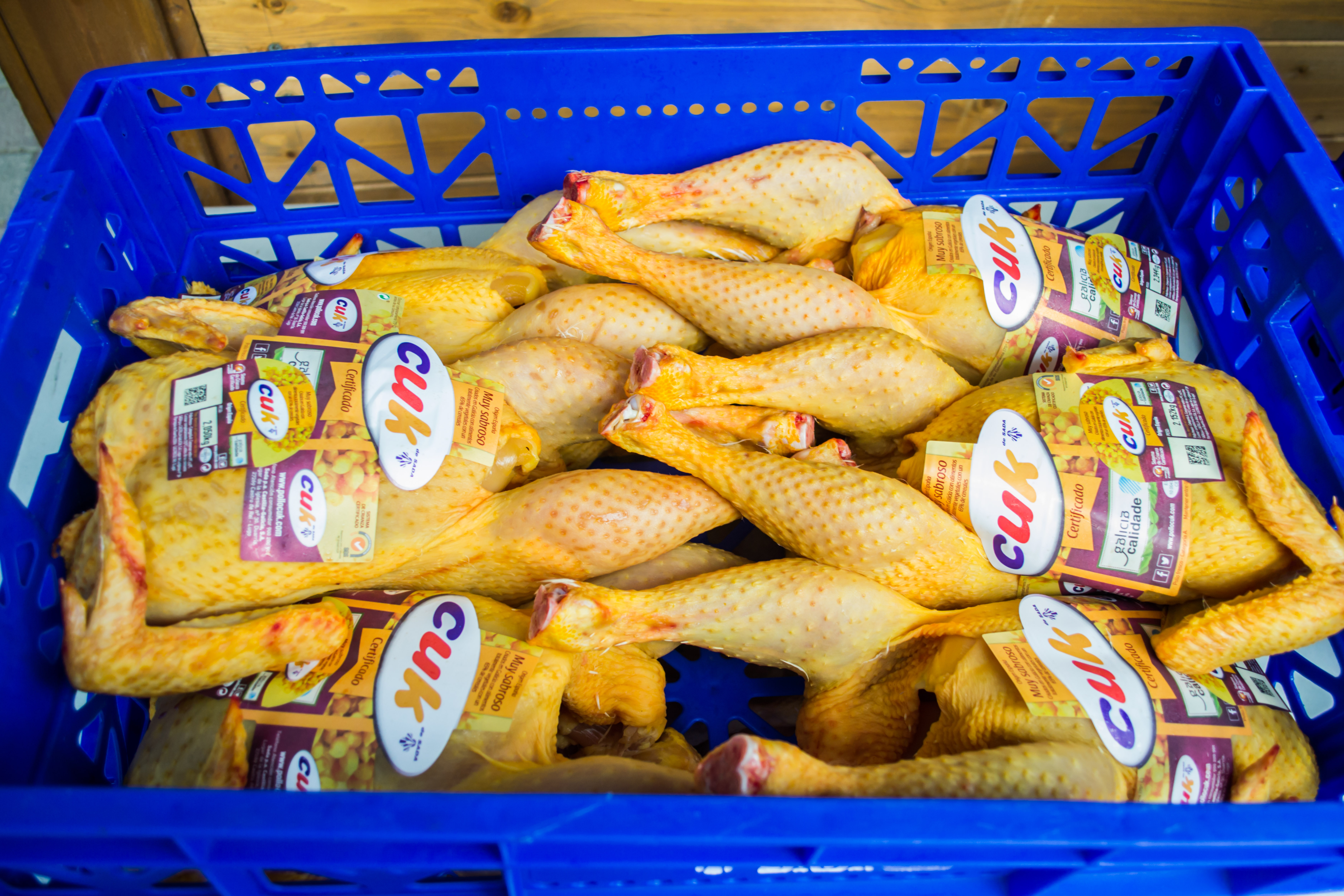
Pollos preparados para su distribución a los concursantes.
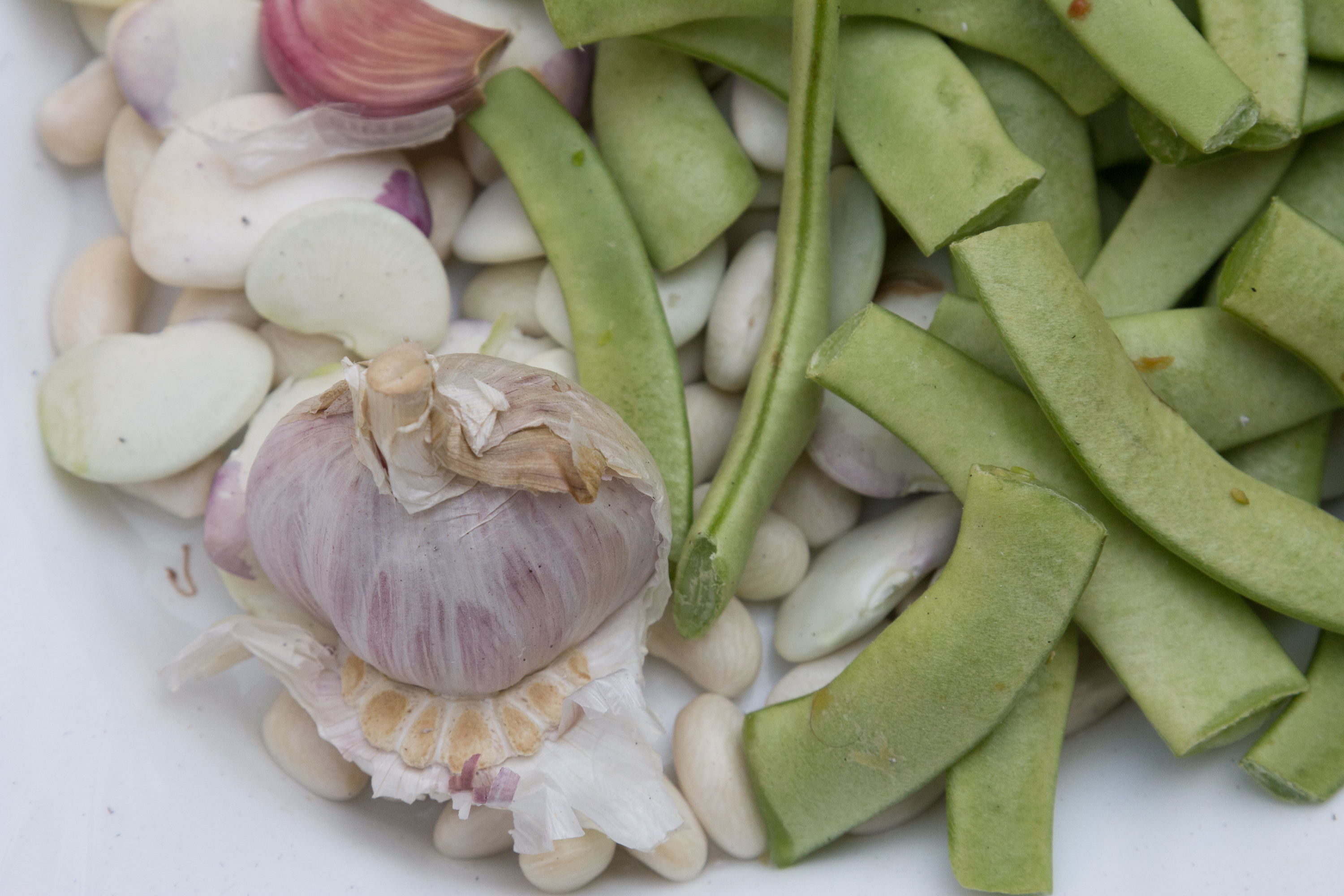
Judías verdes, garrofón y cabeza de ajos.
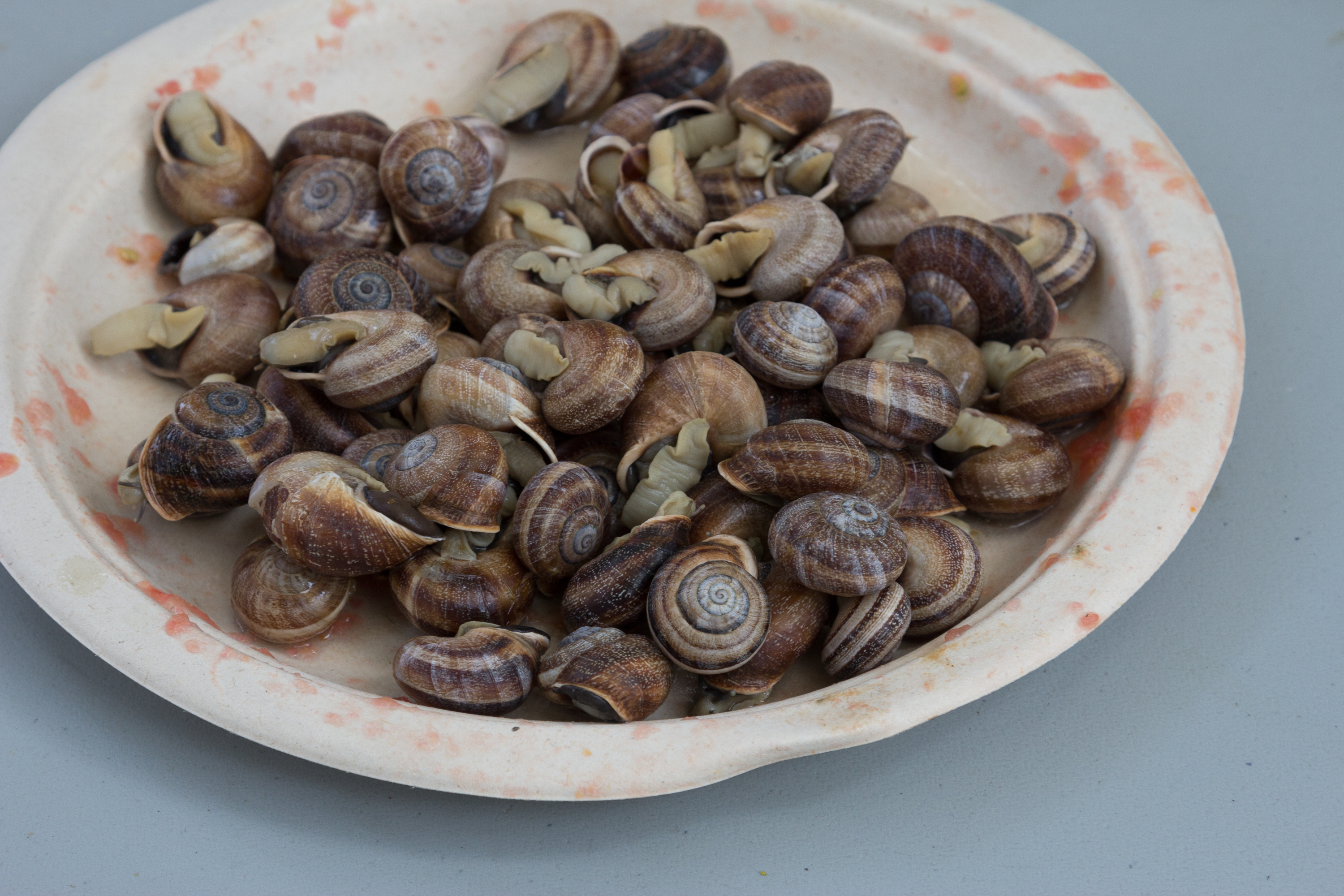
Vaquetas, caracoles para paella.